# 粟巣野スキー場
粟巣野スキー場（あわすのスキーじょう）は、富山県富山市本宮にあるスキー場。愛称は『あわすのスキー場』。

## 概要
運営団体は特定非営利活動法人（NPO）あわすの。全長約3,000mのクロスカントリーコースがある。
同地は昭和初期から明治神宮大会スキーの予選や北信五県中学校スキー大会などに度々利用された実績があり、富山県におけるスキー競技の草創期のメッカとして、西の立野原スキー場と共に有名だった。
1960年（昭和35年）に粟巣野観光開発株式会社が設立し、同年12月20日に完成。12月25日にオープンした。1990年（平成2年）にはスノーボードが解禁となる。
1982年（昭和57年）2月5日には、滑降タイム測定器「タイム・チャレンジャー」1台が北陸で初めて導入された。
1997年（平成9年）2月14日から2月15日の2日間にかけて、第26回全国障害者スキー大会が開催された。
2002年（平成14年）10月1日に粟巣野観光開発株式会社からNPO法人「あわすの」に経営が引き継がれたが、直近5年間の雪不足による経営不振に伴い事業継続が困難になったことから、2020年（令和2年）6月16日に「あわすの」を解散することを総会で決めた。負債は約3千万円。今後新たな運営の担い手が現れなければスキー場の存続は困難となるとされていた。その後、愛着を持つ人たちが「あわすのスキー場の復活を支援する会」を7月に草刈りや署名活動などを始めたのがきっかけとなり、「あわすの」が債権者と債務の大幅な減免に合意できたため、存続されることになった。

## 特色
特定非営利活動法人（NPO）による運営は宮城県白石市のみやぎ蔵王白石スキー場と並んで草分け的存在。リフトなどの設備は従来の事業者が所有する上下分離方式を採用。シーズンに向けた草刈りや、ゲレンデの拡張のための伐採などをボランティアで行っている。
北向斜面のため雪質は良好。隣の立山山麓スキー場の2つのゲレンデより離れていることから穴場的存在になっている。コースも初級者から上級者まで対応し、リフト待ちもなく、またリフト券とくにシーズン券も格安のため練習に打ち込むスキーヤーに評判が良い。

## コース
| コース名         | 滑走距離(m) | 最大斜度(度) | 平均斜面(度) | レベル |
| ---------------- | ----------- | ------------ | ------------ | ------ |
| 新コース         | 320         | 26           | 21           | 中上級 |
| スノードルフィン | 730         | 32           | 17           | 上級   |
| ダイナミック     | 1,000       | 26           | 12           | 中級   |
| レッスンバーン   | 420         | 25           | 13           | 中級   |
| ヴェーデルン     | 320         | 28           | 13           | 中級   |
| ファミリー       | 320         | 12           | 7            | 初級   |
| 粟巣野クロカン   | 3,000       | -            | -            | -      |

- ダイナミック-ファミリーコースを使えば、最長1,200mの滑走が可能。
- ゲレンデ下部にキッズパークがある。ベルトコンベア式の登坂装置が導入されている。

## 索道
| 索道名  | 距離（m） | 標高差（m） | 毎時輸送力（人） |
| ------- | --------- | ----------- | ---------------- |
| 第1ペア | 655       | 213         | 1,200人          |
| 第2ペア | 303       | 39          | 1,200人          |

## 施設
- 多目的センター「ミレット」（食堂、無料休憩所、売店、更衣室、リフト券売り場）
- レンタルショップ
- スクール（スキーのみ）
- 駐車場（450台、無料）

## 上山用チェアリフト（高架索道）
かつてスキー場へのアクセスとして、現在は廃駅となった粟巣野駅とスキー場をつなぐ上山用のチェアリフト（高架索道）が架かっていた。
スキー場オープンと同じく1960年（昭和35年）12月20日に架けられた1人乗りのチェアリフトで、当時は現在のように立山駅から、らいちょうバレースキー場を経由するアクセス道路がなく、
一つ手前の本宮駅より長い坂道を上り、極楽坂スキー場を経て粟巣野スキー場へと至る道路しかなかった。そのため電車を利用の場合、粟巣野スキー場へもっとも早くアクセスできる唯一の交通機関であった。その後1977年（昭和52年）に、立山駅から県営ゴンドラスキー場（現 らいちょうバレースキー場）へのアクセス道路工事が始まり廃止の上撤去された。

## 交通アクセス
- 北陸自動車道立山ICより約40分
- 富山地方鉄道立山線立山駅よりバスで約10分
  - 1981年までは富山地方鉄道立山線の粟巣野駅が最寄りであった。